# Fanny Horn Birkeland
Fanny Horn Birkeland, född Welle-Strand Horn den 8 mars 1988, är en norsk skidskytt. Vid världsmästerskapen i skidskytte 2012 vann hon med det norska stafettlaget ett brons.
Säsongen 2014/2015 vann Birkeland för första gången ett individuellt världscuplopp när hon segrade i sprinten i Ruhpolding.